# Hi-Fi Rush
Hi-Fi Rush — це ритмічна відеогра-екшн, розроблена Tango Gameworks і видана Bethesda Softworks для Windows і Xbox Series X/S. Анонсована 25 січня 2023 року, вона була видана в усьому світі того ж дня.
Гра розповідає про самопроголошену «майбутню рок-зірку» Чая, чий музичний плеєр випадково виявився вбудований до його серця, що дозволило йому відчувати «ритм світу». Оголошений «несправним» і переслідуваний корпорацією, яка його змінила, Чай об'єднується з повстанцями, щоб перемогти керівників корпорації та покласти край їхнім планам із контролю населення. Hi-Fi Rush включає ліцензовану музику таких гуртів, як «The Black Keys» і «Nine Inch Nails».

## Ігровий процес
Hi-Fi Rush — це ритмічна гра, де головний герой Чай, його вороги та предмети довкілля рухаються в такт музики. За вчасного натискання потрібних кнопок, герой завдає сильніших атак або відбиває ворожі й ухиляється. Пропонується завдавати звичайних атак, які відповідають одному такту музики, або посилених, на які потрібно два такти. Впродовж гри Чай вивчає комбінації звичайних і посилених атак, які дозволяють ефективніше боротися. Іноді з'являється вибір: відбити ворожу атаку чи ухилитися від неї. В грі існує режим автоматичних атак, за якого Чай б'ється сам, а гравець лише обирає цілі та спеціальні атаки. Кожен рівень заснований на певному музичному стилі, що впливає на ритм. Чая супроводжує робот-кіт 808, який може візуалізувати ритм.
У грі є система вдосконалень, щоб розблокувати нові рухи, здібності та посилення, які можна придбати за зубчаті коліщатка, що випадають із ворогів або знаходяться на рівнях. Постійні збільшення запасу здоров'я отримуються за придбання гітарних медіаторів.
Завершення гри відкриває бонусні функції, такі як можливість повертатися до вже пройдених рівнів і раніше недоступних областей, новий рівень складності та «Вежу ритмів», режим виживання, схожий на «Кривавий палац» із серії Devil May Cry.

## Сюжет
Чай (англ. Chai), 25-річний чоловік із хворою рукою, який мріє стати рок-зіркою, приїжджає в кампус корпорації «Vandelay Technologies», щоб стати волонтером у проєкті «Армстронг», тестовій програмі заміни кінцівок на протези. Голова «Vandelay Technologies», Кейл Венделей, зневажливо викидає музичний плеєр Чая, невдоволений тим, що в волонтери записалися «невдахи». Але плеєр падає та потрапляє Чаю в груди, наділяючи здатністю відчувати «ритм світу». В результаті Чай отримує позначку «несправний», і роботи-охоронці переслідують його. Опинившись у пастці, Чай виявляє, що його нова рука може притягувати різні деталі. Цим він і користується, що створити зброю, схожу на гітару.
Коли він шукає спосіб втекти з кампусу, то зустрічає робота-кота на ім'я 808. Йому допомагає невидима союзниця Пеппермінт (англ. Peppermint, перцева м'ята), яка спілкується через 808 і веде його до свого сховку. Там вона пропонує допомогти Чаю втекти від переслідувань, якщо він погодиться допомогти їй розслідувати змову, що стоїть за проєктом «Армстронг». Чай неохоче погоджується.
Незабаром Чай допомагає Пеппермінт отримати доступ до комп'ютера «Vandelay» і дізнається про «SPECTRA», програму штучного інтелекту, яка використовує протези «Vandelay», щоб захоплювати розум людей. Чай і Пеппермінт задумують отримати доступ до «SPECTRA» та вимкнути її, отримавши ключі доступу від кожного з керівників компанії, включаючи генерального директора Кейла Венделея. Переслідуючи свої цілі, вони вербують нових союзників, включаючи незадоволеного колишнього керівника відділу дослідів і розробок «Vandelay» Макарона (англ. Macaron, посилання на кондитерський макарон) та його нерозумного робота-психопата CNMN (вимовляється як «цинамон» — кориця), а також керівницю служби безпеки «Vandelay» Корсику (англ. Korsica). Під час огляду музею «Vandelay Technologies» Пеппермінт виявляє, що вона сестра Кейла. Вона пояснює, що їхня мати Роксанна (Roxanne), засновниця «Vandelay», заохочувала її піти з дому та знайти свій власний шлях, але повернулася після того, як Кейл став генеральним директором, бо відчула, що щось не так.
Коли група переслідує Кейла, їхню останню ціль, вони зустрічають Роксанну, але дізнаються, що вона перебуває під контролем Кейла. Кейл ловить групу в пастку і пояснює, що планує використовувати проєкт «Армстронг», аби контролювати купівельні звички користувачів. Він зламує плеєр Чая, беручи його під контроль. Але тоді 808 нападає на лиходія і Чай отямлюється. Венделей обіцяє зробити Чая справжньою рок-зіркою, але той відмовляється, щоб урятувати друзів. Вони приходять на допомогу в вирішальній битві і Кейл зникає у вибусі. Пеппермінт користується добутими ключами, щоб вимикнути «SPECTRA».
Після цього Роксанну повертають на посаду генерального директора «Vandelay Technologies», а Пеппермінт і Чаю пропонують роботу в компанії. Пізніше Чай і його друзі збираються, щоб подивитися на захід сонця. Чай вправляється в грі на гітарі, щоб у нього була запасна кар'єра.
Події після основної історії показують, що «SPECTRA» перезапускається та набуває вигляду Кейла. Однак вона несподівано вимикається після того, як робот-прибиральник випадково витягнув вилку живлення. Чай заявляє, що проблему вирішено, і залишає записку із застереженням не торкатися вилки.

## Оцінки й відгуки
| Агрегатор  | Оцінка                    |
| ---------- | ------------------------- |
| Metacritic | (PC) 89/100 (XSXS) 88/100 |

| Видання               | Оцінка      |
| --------------------- | ----------- |
| Digital Trends        | [ 8 ]       |
| Eurogamer             | Recommended |
| Game Informer         | 8.75/10     |
| GameSpot              | 9/10        |
| GamesRadar+           | [ 12 ]      |
| Hardcore Gamer        | 5/5         |
| IGN                   | 9/10        |
| NME                   | [ 15 ]      |
| PC Gamer (США)        | 69/100      |
| PCMag                 | [ 17 ]      |
| Video Games Chronicle | [ 18 ]      |

Hi-Fi Rush вийшла в один день із Forspoken, що зумовило порівняння двох ігор на користь першої. За перший тиждень продажів Hi-Fi Rush зібрала 98 % «переважно схвальних» оцінок у Steam, тоді як Forspoken — «змішані» оцінки, не потрапивши до 10-и лідерів продажів, на відміну від суперниці, що посіла 8-е місце. Hi-Fi Rush зібрала «загалом схвальні» рецензії на агрегаторі Metacritic.
Згідно з Едом Нейтінґейлом із Eurogamer, гра пронизана ностальгією: від мальованого візуального стилю до музичних треків 2000-х років. Та при оригінальності дизайну та ігрового процесу, заснованого на ритмі, Hi-Fi Rush не викликає такого захвату сюжетом. Він просто достатньо хороший і демонструє стереотипну відважну групу борців проти злої корпорації. Втім, хоча сюжет насичений фарсом і химерними діалогами, його не варто сприймати серйозно. Hi-Fi Rush не соромиться бути «гучною, зухвалою та грайливою, і впевнена в своєму виконанні».
Майкл Гаєм зауважив у IGN — незвичайно отримати яскраву гумористичну гру від творців темних і моторошних The Evil Within та Ghostwire: Tokyo. В Hi-Fi Rush поєднання різнорідних елементів культури нердів і тверезої сатири на сучасну культуру праці та індустрію технологій відбувається без зусиль. Гра «вдихає життя» в своїх персонажів завдяки анімації та катсценам, і створює враження, що перемоги — це командна робота, навіть при тому, що керувати належить одним персонажем.
Як писав Блейк Гестер у GameInformer, Hi-Fi Rush не вимагає виконувати атаки точно в такт, тому дозволяє насолоджуватися ритмом і боями. «Враховуючи, що гру було анонсовано та випущено в той самий день, Hi-Fi Rush є однією з найдивовижніших ігор 2023 року… Hi-Fi Rush знаходить чарівне місце між ритмічними іграми, стильним екшеном і легковажними платформерами».
Згідно з Common Sense Media, Hi-Fi Rush з'явилася несподівано, але відчувається як гра, котрої давно не вистачало. Ця гра засвідчує, що малий бюджет не перепона для успіху, якщо є інновації, творчий підхід до ігрового процесу та просто приємний сюжет. Сатиричний погляд на споживацтво в поєднанні з каламбурами та яскравими персонажами, демонструє силу емпатії, співчуття та командної роботи.